# 基斯甸·艾歷臣
基斯甸·丹納曼·艾歷臣（丹麥語：Christian Dannemann Eriksen，1992年2月14日—），丹麥職業足球員，司職攻擊中場，曾效力英超球會曼聯，並代表丹麥國家足球隊參賽。他先前在欧登塞效力並於2008年當選丹麥年度U17天才球員。
艾歷臣擁有優秀的組織進攻能力，傳球能力更為出色，是目前世界最佳中場之一。2010年3月，他代表丹麥初登場，成為2010年世界盃中最年輕的參賽球員。

## 球會生涯

### 早期
艾歷臣和好友安東尼在三歲生日前已經在家鄉球會米澤爾法特（Middelfart G&BK）展開其足球生涯。2005年，他加盟欧登塞並競逐丹麥青年錦標賽，但球隊在八強不敵邦比而出局，事後他獲選為最佳技術球員。接著的一年，欧登塞憑著他在決賽的入球，終於贏得了冠軍。他在欧登塞U16、U19和丹麥U17的亮眼表現，引起了一些歐洲主要球會的注意，其中包括車路士和巴塞隆拿。艾歷臣先後在巴塞隆拿、車路士、皇家馬德里、曼聯及AC米蘭試訓，但最終決定加盟阿積士。他認為「第一步不應太大，我覺得在荷蘭踢球對我的發展十分有利。之後我便收到阿積士的邀請，這是一個美妙的選擇。」

### 阿積士

#### 青年隊與進入一隊

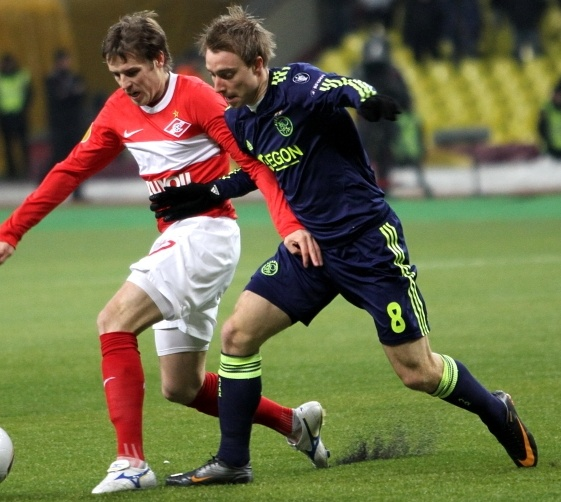
艾歷臣在歐霸盃賽事中對陣莫斯科斯巴達

2008年10月17日，艾歷臣以據報100萬歐羅的轉會費加盟阿積士，並簽訂兩年半合約。2010年1月，他獲提拔上一隊並穿上51號球衣。1月17日，他在對NAC比達的賽事中首次於荷甲上陣。時任阿積士領隊馬田·祖爾將他與其他出身自球會青訓的球員比較，例如和，並形容他擅於閱讀球賽的程度，就好像上述兩位球員及丹麥傳奇球員米高·勞特立般厲害。3月25日，他在荷蘭盃以6-0的比分擊敗伊高斯的賽事中攻入其處子入球。4月10日，他與阿積士續約至2014年夏天，並說道：「我仍然可以在這裡學習到更多東西，我會繼續學習並希望可以對球會作出貢獻。」5月6日，他在荷蘭盃決賽以4-1的比分擊敗飛燕諾的賽事中上陣。球季結束後，他總共上陣21次，攻入1球，並且已經代表過丹麥首次上陣。在第二個球季，艾歷臣獲發8號球衣。

#### 爆發球季
艾歷臣在2010年至2011年球季有一個好開始。2010年8月29日，艾歷臣在客勝迪加史卓普的比賽中攻入他第一個聯賽入球。2010年11月11日，艾歷臣在阿姆斯特丹球場對芬丹的比賽攻入他第一個主場入球，球隊亦以3-0獲勝。在12月，艾歷臣獲選為丹麥球員協會「最佳新秀」。得獎的幾天後，艾歷臣在對維迪斯的比賽中獨進一球，帶領球隊獲勝並再次證明自己的實力。2011年2月17日，艾歷臣得到他歐洲賽事的第一球，在2010–11年歐洲聯賽對安德莱赫特的首回合賽事中艾歷臣攻入一球使球隊領先至2-0，最後球隊以3-0獲勝。2011年3月13日，艾歷臣在對威廉二世上演個人秀，在半場單人推進至禁區並射門得分，協助球隊鎖定3-1戰局。

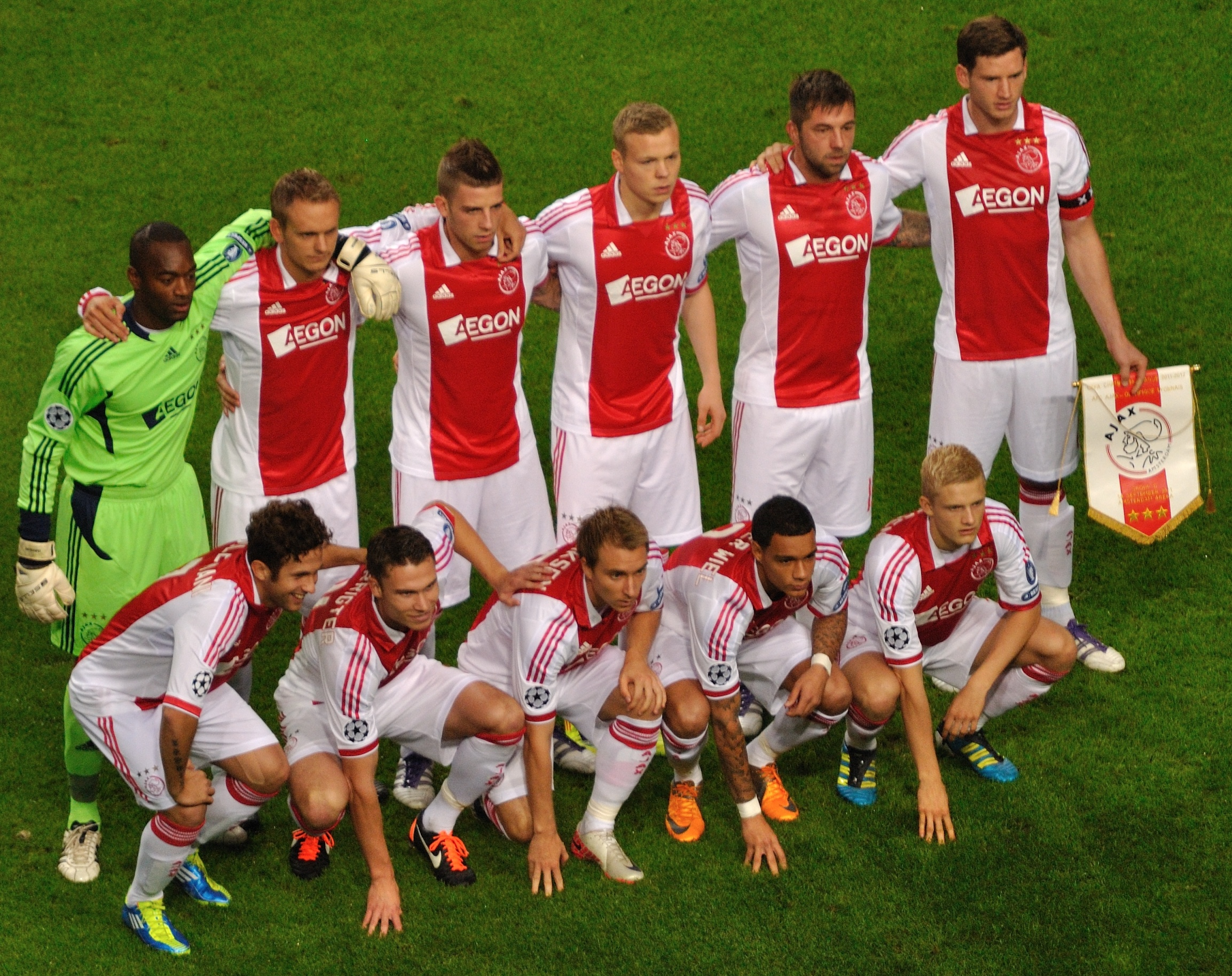
艾歷臣與阿積士的隊友

在餘下的球季，艾歷臣作為進攻中場的能力不斷成長使他對阿積士日趨重要，他亦交出更多助攻。他出色的表現亦使他成為隊中的必然正選。在贏得2010年至2011年球季的聯賽冠軍後，他被選為阿積士年度最佳新秀。2011年5月23日，艾歷臣被選為荷蘭最佳年青球員，是自1996年的後第二位獲獎的丹麥人。評委之一的荷蘭傳奇球員說：「他（艾歷臣）是那種我由心喜歡的球員，這個獎項只是一個開始，去刺激他到達事業顛峰。他的才華已經備受肯定，現在該由他自己發揮。他是典型的丹麥球員，你可以拿他與和米高·勞特立作比較。現在只等時間證明艾歷臣能否到達他們一樣的高度。」

#### 隊中影響力上昇
2011年10月18日，艾歷臣在歐洲聯賽冠軍盃分組賽事阿積士2-0擊敗萨格勒布迪纳摩的賽事中，攻入他在歐冠的第一球，亦使他成為2011-12年球季的第二年輕入球者。在11月2日第二次對萨格勒布迪纳摩的賽事中更先後助攻予及，並參與了第三個入球，帶領球隊以4-0取勝。11月7日，在協助阿積士奪得去季荷甲錦標，並且帶領國家隊進入2012年歐洲國家盃分組賽的成績下，艾歷臣被選為丹麥足球先生。獲選後的艾歷臣說道：「我十分榮幸今晚能站在這裡。我從沒預期自己會獲選，它對我的意義十分重大。我要感謝我的國家隊隊友和阿積士的隊友。」隨著艾歷臣奪得2012-13年荷甲冠軍完成三連霸後，他選擇不與球會簽署新合約，並在合約年期餘下一年的時間他被允許尋找新球會。在與英格蘭的托特纳姆热刺達成協議後，他共為阿積士聯賽上陣113場，入25球並交出41球助攻；16場荷蘭盃的上陣紀錄中攻入4球並交出4球助攻；在30場歐洲賽事中攻入3球，並共創造了9個助攻。並且連續三年奪得荷蘭最佳年青球員（告魯夫獎）。

### 熱刺

#### 2013–14球季
2013年8月30日，热刺宣佈艾歷臣由阿積士加盟，轉會費為1,150萬英鎊。艾歷臣與來自羅馬的及來自布加勒斯特星的同日加盟球隊，使得球隊在2013年夏季轉會窗的總支出達至一億零九百五十萬英鎊。
2013年9月14日，艾歷臣首次在英超上陣對陣諾域治的比賽，並助攻給隊友基菲爾·施格臣。熱刺時任領隊評道：「對基斯甸來說這是個很好的登場，他是個純粹的10號球員，他的創造力與個人質素能改變賽事。」
2013年9月19日，艾歷臣在歐霸盃對的賽事以一球「美妙的曲墜球」完成了在熱刺的首個入球，球隊最終以3-0獲勝。2013年11月19日，热刺發出聲名稱其攻擊中場球員艾歷臣早4天前代表丹麥國家足球隊對挪威國家足球隊時受傷，經電腦掃描診証只是腳踝扭傷，並非早前令人擔心的腳踝韌帶撕裂，估計要養傷四星期。艾歷臣的首個聯賽入球出現於2013年12月26日對西布罗姆维奇的賽事，他以一球罰球迫和對手。緊接的第二個聯賽入球就是2014年1月1日以1-2客勝曼聯的賽事中攻入致勝球。3月23日，在及先後為南安普顿進球領先熱刺2-0時，艾歷臣以2個入球板平比分，並助攻予基菲爾·施格臣攻入致勝球。4月12日，艾歷臣補時階段的入球使球隊由3-0落後變為最終3-3迫和西布朗。最終艾歷臣在本球季共取得7個聯賽入球。

#### 2014–15球季
在本球季，艾歷臣多次在比賽早段或尾段入球，包括作客輸給曼城4-1的比賽攻入球隊唯一的入球、對愛華頓的上半場早段追平的入球，及對史雲斯時88分鐘攻入的致勝球。
2015年1月10日，艾歷臣第二度被選為丹麥足球先生，是繼威廉·後再度有球員連續獲選。
2015年1月28日，艾歷臣在聯賽盃四強對錫菲聯時攻入兩球，帶領球隊闖進聯賽盃決賽。他的第一個入球來自一個30碼的弧線自由球，得到不少人士如和在Twitter上的讚許。
在波切蒂諾的麾下，艾歷臣參與了2014–15球季的每一場聯賽賽事。他亦以10個聯賽入球，成為隊內第3位聯賽入球達雙位數的球員，緊隨及之後。
2015年6月9日，艾歷臣在國際賽期間向丹麥傳媒透露，在可見的未來中他仍會留在熱刺。他當時表示「我在托定咸過得很好，還未想過離開這裡。」

### 國際米蘭
2021年5月，艾歷臣跟隨國際米蘭以11分的差距力壓群雄，奪下睽違11年的義甲冠軍，而他終於獲得人生首個頂級聯賽冠軍。登頂後數日，国际米兰班主張康陽卻要求主帥與球員們減薪，孔蒂不願配合憤而辭職，不少奪冠功臣亦據傳將會離隊。
在埃里克森尚未做出決定之前，他隨同丹麥國家隊的隊友先參加了延期一年舉行的歐洲盃，然而他在歐洲盃小組賽第一場比賽便因心臟問題倒下送醫。雖然手術後狀況良好，然而根據義甲的球員健康規定，必須依靠心臟去顫器的球員將無法在義大利出賽。於是2021年12月，仍打算繼續球員生涯的埃里克森不得不和國際米蘭解約，以尋找允許他上場的聯賽。

### 布伦特福德
2022年1月31日，英超球队布伦特福德宣布签下埃里克森，合同期6个月，合约期满后可选择延长至2023年6月。埃里克森得以重返英超并延续自己的职业生涯。4月2日，埃里克森在客場4-1戰勝同城死敵切爾西的比賽中打進了他重返英超聯賽的首個進球。

### 曼聯
2022年7月15日，艾歷臣以自由身加盟曼聯，雙方簽約三年至2025年6月。

## 國際賽

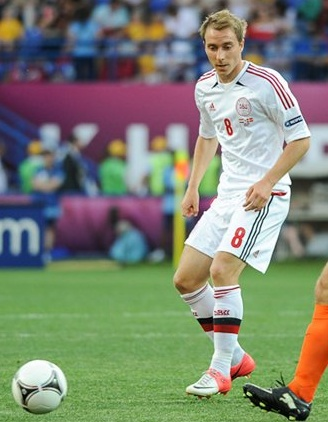
在2012年歐國盃為丹麥上陣的艾歷臣

2007年7月，艾歷臣獲丹麥U17徵召，他在7月31日的處子戰的表現亦使人印象深刻。2008年，他在U17組別賽事上陣16次取得9個入球，獲選為丹麥年度U17天才球員。他亦是四位丹麥2008年天才球員的候選人之一，最終由當選。直至2009年2月，他代表丹麥U17上陣27次。在2009年，他總共代表丹麥U18和丹麥U19上陣8次。2011年，艾歷臣亦獲丹麥U21徵召參加在丹麥舉行的歐洲U-21足球錦標賽，丹麥在分組賽止步，而艾歷臣則在對白俄羅斯一仗攻入一球。
2010年2月，艾歷臣首次獲丹麥徵召，他在3月對澳洲的友賽中處子上陣，成為丹麥隊歷年來第四年輕的國腳。5月28日，丹麥領隊摩頓·奧臣宣佈他入選2010年世界盃丹麥隊最後的23人名單。他因而成為最年輕的參賽球員在世界盃，艾歷臣在分別對荷蘭及日本時上陣，但丹麥最終未能突破分組賽階段。
2011年2月9日，丹麥主場負於英格蘭的比賽中，艾歷臣被評為全場最佳球員。賽後不少知名球壇人士皆稱讚他的表現，包括車路士球星、曼聯球星（在Twitter）、領隊摩頓·奧臣和數個英格蘭及丹麥的專業媒體。2011年6月4日，艾歷臣攻入他第一個國家隊入球，協助丹麥在歐洲國家盃外圍賽以2－0擊敗冰島。這個入球亦打破了丹麥球員在歐洲國家盃外圍賽的最年輕入球紀錄，比米高·勞特立在1983年所創的紀錄年輕9天。
2020年10月14日，埃里克森在歐洲國家聯賽對陣英格蘭的比賽達成第100次國家隊亮相。 

埃里克森於2022年3月26日重返國家隊，在上半場以2-4負於荷蘭的比賽中上場，他在回歸後2分鐘打進一球。
2022年世界盃，埃里克森獲召入丹麥國家隊最後的26人名單。

## 意外
哥本哈根當地時間2021年6月12日傍晚，2020年歐洲盃B組丹麥對陣芬蘭的比賽第42分鐘，埃里克森在无身体对抗情况下倒地。队医赶来时有呼吸和脉搏，但随后心搏停止并需要CPR急救，救护人员进行了一次去颤电击使其恢复心跳，总共在球场上进行了近20分钟的急救使其恢复意识后送往医院，身体状况稳定。经双方球员同意，比賽暂停一个半小时多后于当地时间20时30分继续进行。随后埃里克森接受了心脏除颤器植入手术，术后情况良好，并出院，还亲自去看望了国家队队友。

## 數據

### 俱乐部
最後更新：2022年8月2日
| 球會       | 賽季     | 聯賽     | 聯賽 | 聯賽 | 國家杯 | 國家杯 | 聯賽杯 | 聯賽杯 | 歐洲賽1 | 歐洲賽1 | 其他2 | 其他2 | 總計 | 總計 |
| 球會       | 賽季     | 級別     | 出場 | 入球 | 出場   | 入球   | 出場   | 入球   | 出場    | 入球    | 出場  | 入球  | 出場 | 入球 |
| ---------- | -------- | -------- | ---- | ---- | ------ | ------ | ------ | ------ | ------- | ------- | ----- | ----- | ---- | ---- |
| 阿積士     | 2009–10  | 荷甲     | 15   | 0    | 4      | 1      | —      | —      | 2       | 0       | —     | —     | 21   | 1    |
| 阿積士     | 2010–11  | 荷甲     | 28   | 6    | 6      | 1      | —      | —      | 12      | 1       | 1     | 0     | 47   | 8    |
| 阿積士     | 2011–12  | 荷甲     | 33   | 7    | 2      | 0      | —      | —      | 8       | 1       | 1     | 0     | 44   | 8    |
| 阿積士     | 2012–13  | 荷甲     | 33   | 10   | 4      | 2      | —      | —      | 8       | 1       | —     | —     | 45   | 13   |
| 阿積士     | 2013–14  | 荷甲     | 4    | 2    | 0      | 0      | —      | —      | 0       | 0       | 1     | 0     | 5    | 2    |
| 阿積士     | 總計     | 總計     | 113  | 25   | 16     | 4      | —      | —      | 30      | 3       | 3     | 0     | 162  | 32   |
| 热刺       | 2013–14  | 英超     | 25   | 7    | 1      | 0      | 1      | 0      | 9       | 3       | —     | —     | 36   | 10   |
| 热刺       | 2014–15  | 英超     | 38   | 10   | 2      | 0      | 4      | 2      | 4       | 0       | —     | —     | 48   | 12   |
| 热刺       | 2015–16  | 英超     | 35   | 6    | 4      | 1      | 1      | 0      | 7       | 1       | —     | —     | 47   | 8    |
| 热刺       | 2016–17  | 英超     | 36   | 8    | 1      | 1      | 1      | 2      | 6       | 1       | —     | —     | 44   | 12   |
| 热刺       | 2017–18  | 英超     | 37   | 10   | 3      | 2      | 1      | 0      | 6       | 2       | —     | —     | 47   | 14   |
| 热刺       | 2018–19  | 英超     | 35   | 8    | 0      | 0      | 4      | 0      | 12      | 2       | —     | —     | 51   | 10   |
| 热刺       | 2019–20  | 英超     | 20   | 2    | 2      | 0      | 1      | 0      | 5       | 1       | —     | —     | 28   | 3    |
| 热刺       | 總計     | 總計     | 226  | 51   | 15     | 4      | 13     | 4      | 51      | 10      | —     | —     | 305  | 69   |
| 国际米兰   | 2019–20  | 意甲     | 17   | 1    | 3      | 1      | —      | —      | 6       | 2       | —     | —     | 26   | 4    |
| 国际米兰   | 2020–21  | 意甲     | 26   | 3    | 4      | 1      | —      | —      | 4       | 0       | —     | —     | 34   | 4    |
| 国际米兰   | 總計     | 總計     | 43   | 4    | 7      | 2      | —      | —      | 10      | 2       | —     | —     | 60   | 8    |
| 布伦特福德 | 2021-22  | 英超     | 11   | 1    | 0      | 0      | 0      | 0      | 0       | 0       | —     | —     | 11   | 1    |
| 布伦特福德 | 总计     | 总计     | 11   | 1    | 0      | 0      | 0      | 0      | 0       | 0       | —     | —     | 11   | 1    |
| 曼聯       | 2022–23  | 英超     | 0    | 0    | 0      | 0      | 0      | 0      | —       | —       | —     | —     | 0    | 0    |
| 生涯總計   | 生涯總計 | 生涯總計 | 393  | 81   | 38     | 10     | 13     | 4      | 91      | 15      | 3     | 0     | 538  | 110  |

1包括歐洲聯賽冠軍盃及歐霸盃的賽事。
2包括告魯夫盾的賽事。

### 國家隊入球
所有比分以丹麥入球先行。
| # | 日期          | 場地             | 對手       | 入球 | 賽果 | 賽事                   |
| - | ------------- | ---------------- | ---------- | ---- | ---- | ---------------------- |
| 1 | 2011年6月4日  | 冰島，雷克雅未克 | 冰島       | 2-0  | 2-0  | 2012年歐洲國家盃外圍賽 |
| 2 | 2011年8月10日 | 蘇格蘭，格拉斯哥 | 苏格兰     | 1-1  | 1-2  | 友誼賽                 |
| 3 | 2013年6月5日  | 丹麥，阿爾堡     |            | 2-1  | 2-1  | 友誼賽                 |
| 4 | 2013年8月14日 | 波蘭，格但斯克   | 波蘭       | 1-1  | 2-3  | 友誼賽                 |
| 5 | 2014年5月22日 | 匈牙利，德布勒森 | 匈牙利     | 1-1  | 2-2  | 友誼賽                 |
| 6 | 2015年6月8日  | 丹麥，維堡       | 蒙特內哥羅 | 1-1  | 2-1  | 友誼賽                 |

## 榮譽
阿積士
- 荷蘭甲組聯賽 冠軍（3）：2010-11，2011-12，2012-13
- 荷蘭盃（1）：2009-10[13]
- 告魯夫盾（1）：2013

 热刺
- 歐洲冠軍聯賽亞軍：2018-19賽季

 国际米兰
- 欧足联欧洲联赛亞軍：2019-20賽季
- 意大利足球甲级联赛冠軍：2020-21賽季[42]

 曼联
- 英格蘭足球聯賽盃冠軍（1）：2022–23
- 英格蘭足總盃冠軍（1）：2023–24[73]

個人
- 阿贾克斯未来之星奖（1）：2010
- 阿積士年度最佳新秀（1）：2011
- 荷蘭最佳年青球員（告魯夫獎）：2011
- 丹麥年度U17天才球員：2008[8][74]
- 丹麥球員協會最佳新秀（22歲以下）：2010，2011 [75]
- 丹麥足協最佳球員：2011，2013，2014 [76]
- 丹麥足球先生：2013，2014，2015，2017
- 荷蘭足球銅靴獎（1）：2012
- 热刺「年度最佳球員」（1）：2013-14

## 外部連結
- 足球数据库：基斯甸·艾歷臣的球员统计数据
- Soccerway資料庫：基斯甸·艾歷臣